# Memorial de guerra

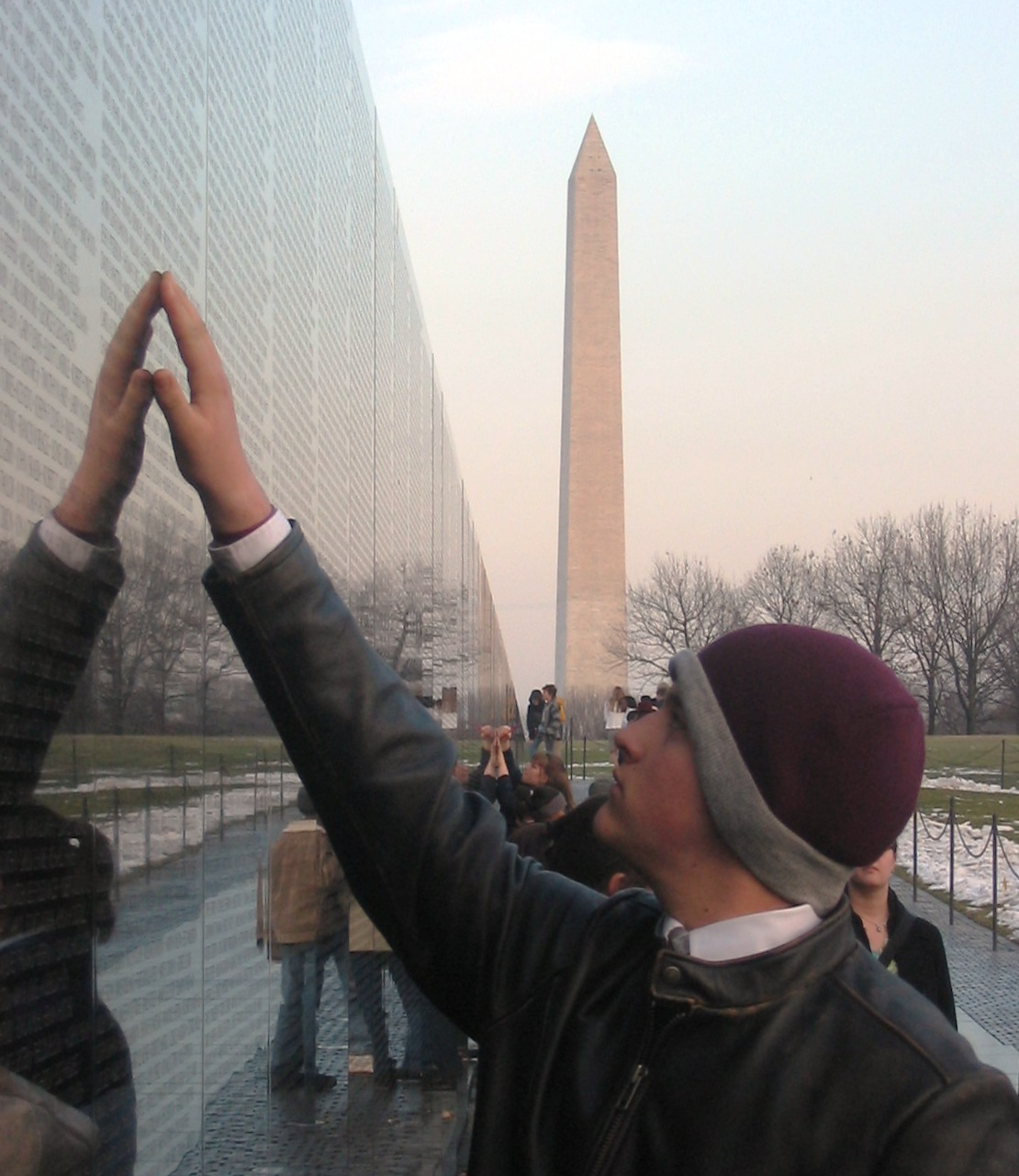
Vietnam Veterans Memorial (Estats Units).

Un Memorial de guerra és un monument, placa, estàtua, edifici o qualsevol altra construcció erigida per commemorar una guerra i aquells que van morir o van resultar ferits de resultes d'aquesta.

## Significació

### Homenatge als que no varen tornar
Durant la major part de la història les societats humanes han erigit monuments per tal de commemorar les grans efemèrides de les que han estat partícips; així mateix també se n'han alçat per celebrar les victòries militars. Fins al segle xix la recordança pels caiguts havia esdevingut una preocupació secundària. Així per exemple l'Arc de Triomf de l'Étoile (París) o la columna de Nelson a Londres no fan referència als morts en aquelles guerres; però a finals del segle xix esdevingué comú entre els regiments d'exèrcit britànic erigir monuments en recordança pels seus companys mort en petits memorials de guerra on figuraven gravats els seus noms. La pràctica s'estengué al segle xx, quan diverses viles i ciutats del Regne Unit van aconseguir els fons per commemorar els homes de les seves comunitats que havien lluitat i mort en la Segona Guerra Anglo-Boer. Però va ser després de les grans pèrdues de la Primera Guerra Mundial que els memorials pels caiguts van assolir un protagonisme central en les commemoracions, relegant la glorificació de la guerra a un paper secundari. La majoria de les comunitats britániques i franceses van erigir monuments en homenatge dels homes i dones que havien anat a la guerra i no havien tornat.

### Ús modern: interpretació i divulgació històrica
En els temps moderns la intenció dels monuments de guerra serveix per homenatjar a aquells que han mort en una guerra i també per a esdevenir punts focals que serveixen de centres d'interpretació històrica per a la comprensió d'aquells esdeveniments entre les generacions venideres. Així mateix s'han eregit diversos memorials de guerra pacifistes per a denunciar les crueltats de la guerra amb figures que representen el dol les vídues i dels nens en comptes de representar-hi soldats. Un d'aquests és el monument de Gentioux-Pigerolles (França), on a sota de la columna que mostra el nom dels caiguts hi ha un escultura de bronze que representa un orfe amb la següent inscripció 'Maudite soit la guerre" (Maleïda guerra).

## Tipus de memorials de guerra

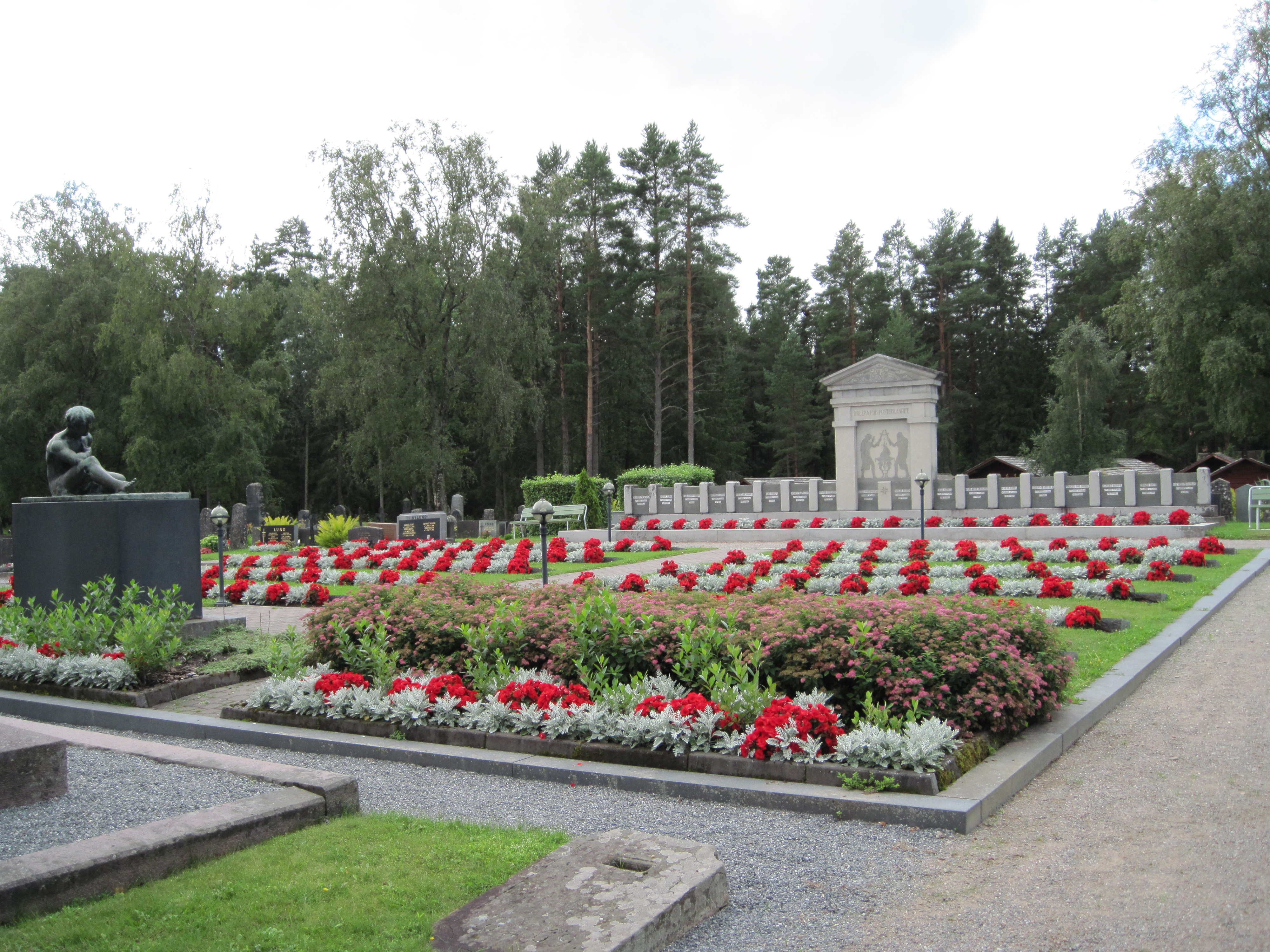
Cementiri militar de Närpiö (Finlàndia).

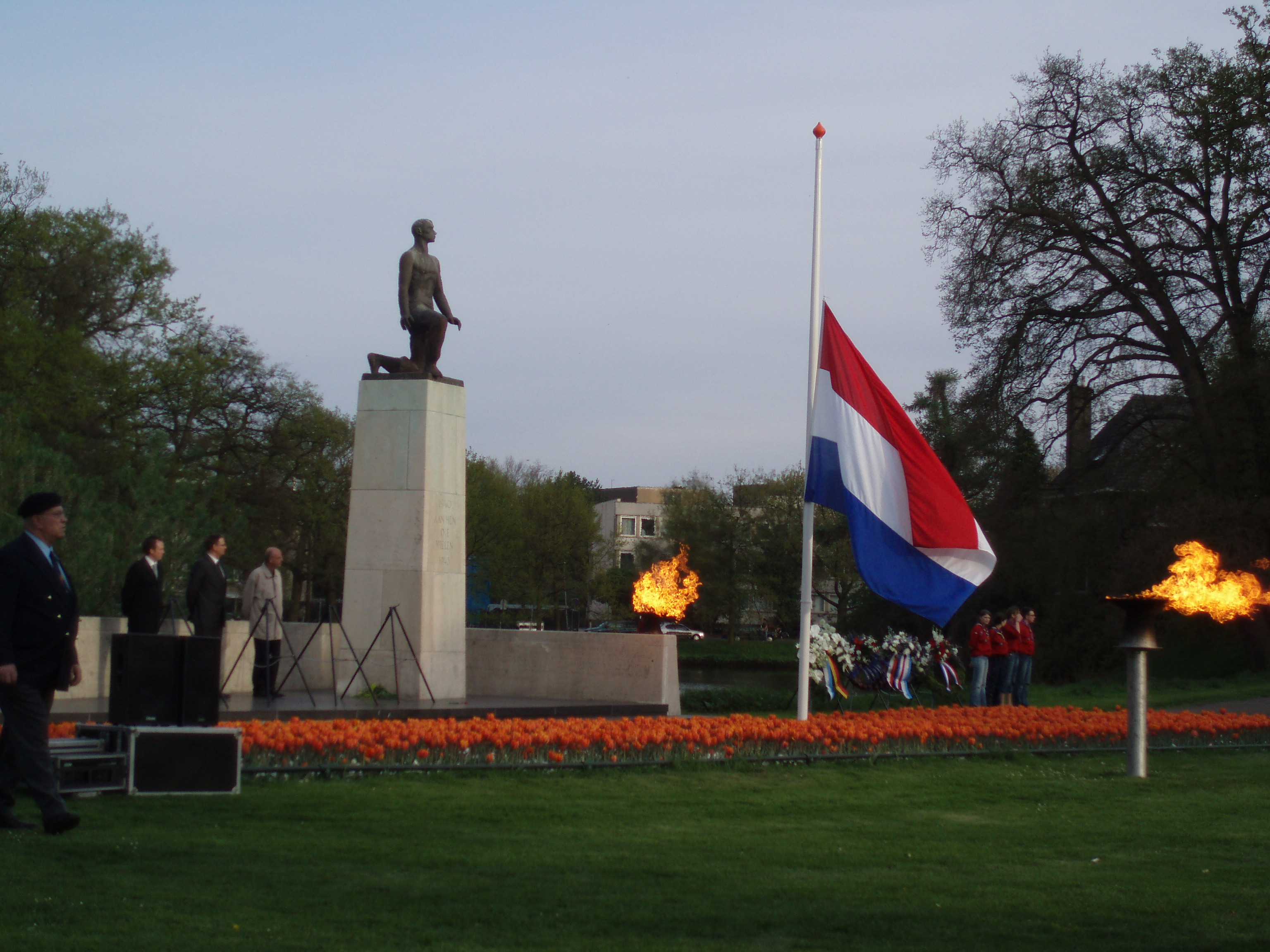
Oorlogsmonument Zwolle (Holanda).

Un memorial de guerra pot ser des d'un edifici amb un centre d'interpretació a una senzilla placa. Molts memorials de guerra tenen forma de monument o d'estàtua, i a vegades serveixen de punt de trobada per a les commemoracions del dia del memorial si es refereixen a un fet concret. Com a tals es troben sovint a prop dels centres d'una ciutat són continguts en un parc o en una plaça pública que permeti el fàcil accés. Molts memorials de guerra tenen plaques amb els noms d'aquells que van morir en la guerra. Alguns memorials es dediquen a una batalla específica mentre que altres són de naturalesa més general i porten inscripcions variades. Així mateix d'altres porten epitafis relatius a la unitat, la batalla o la guerra que es commemora i la causa per la qual varen morir.
- Vietnam Veterans Memorial (Estats Units)
- Saint Julien Memorial (Bèlgica)
- Memorial de Verdun (França)
- Memorial de Tannenberg (Alemanya)
- Jardins de la memòria (Irlanda)
- Monument Nacional (Holanda)
- Tomba del Soldat desconegut (Rusia)
- Cementiri Beechwood (Canadà)
- Cenotafi Whitehall (Regne Unit)
- Ossario di Castel Dante (Itàlia)
- Slaget ved Lund (Suècia)
- Stoss Denkmal (Suïssa)
- Memorial de Gornja Radgona (Eslovènia)
- Pomnik Żołnierzy Radzieckich (Polònia)
- Minnehallen Stavern (Noruega)
- Gedenkstein Vertrag von Hamina (Finlàndia)